# Werner Türk
Gustav Werner Türk (geboren am 1. Mai 1901 in Berlin; gestorben 1986 in Poole, Dorset) war ein deutscher Schriftsteller und Emigrant der Zeit des Nationalsozialismus.

## Leben
Werner Türk war der Sohn eines Berliner jüdischen Kaufmanns. Über seine Schulzeit ist nichts bekannt. Er studierte Musik, musste aber sein Studium wegen ökonomischer Schwierigkeiten abbrechen. In der Zeit der Inflation arbeitete er als Gehilfe eines Börsenmaklers, später als Angestellter in einem Konfektionsbetrieb und als Kontorist in einer Bank. Türk schrieb für verschiedene Tageszeitungen, so für das Berliner Tageblatt, die Arbeiter Illustrierte Zeitung oder auch Die Rote Fahne. Um 1930 wurde er Mitglied des Schutzverbandes deutscher Schriftsteller. Seine beruflichen Erfahrungen verarbeitete er in seinem Roman „Konfektion“. Im März 1933 emigrierte er nach Prag. Er gehörte zu den Autoren, deren Bücher am 10. Mai 1933 verbrannt wurden. In Prag schrieb er den Roman „Kleiner Mann in Uniform“, der den Weg eines Kleinbürgers in die SA beschreibt. Ende 1936/37 reiste er nach Norwegen und arbeitete dort für den norwegischen Rundfunk. Er schrieb hier ein Buch über Mozarts Zauberflöte, das 1941 in Norwegen beschlagnahmt und verboten wurde. Nach der deutschen Besetzung Norwegens durch die Wehrmacht 1940 floh er nach England. Als Deutscher wurde er hier auf der Isle of Man u. a. gemeinsam mit Alfred Sohn-Rethel interniert und während des Krieges nach Australien deportiert. 1947 erhielt er die britische Staatsbürgerschaft. Er arbeitete als freier Autor in London.
Stefan Zweig nannte ihn im März 1930 „einen der begabtesten der jungen Talente“.

## Werke
- Der Arbeitslöwe. Arta Verlag, Berlin 1924.
- Hyäne. Erzählung. Arta Verlag, Berlin 1926.
- Das Tagebuch Richard Dehmels. In: Die Literatur.  29 Jg. 6. März 1927.
- Kellernächte. In: Die Rote Fahne. Berlin 1928, Nr. 100–106 und 108.
- Ein Arbeitslosen-Roman . Bruno Nelissen-Haken: „Der Fall Bundhund“. In: Berliner Tageblatt. 31. Oktober 1930.[10]
- Konfektion. Roman. Agis-Verlag, Berlin/ Wien 1932.[11]
- Ehe im Streik. In: Wieland Herzfelde (Hrsg.): Dreißig neue Erzähler des neuen Deutschland. Junge deutsche Prosa (1932). Malik Verlag, Berlin 1932, S. 144–170. (Nachdruck Röderberg Verlag, Frankfurt am Main 1983 Inhaltsverzeichnis als heruntergeladenes PDF)
- Kleiner Mann in Uniform. Roman. Michal Kacha, Prag 1934.
  - Kleiner Mann in Uniform. Roman. (= Universum-Bücherei. 133 a). Universum-Bücherei für Alle, Basel 1934.
- Der Sinn dieser Emigration. In: Die Neue Weltbühne. Jg. 3, 1934, Nr. 19, S. 588–591.
- Erziehung vor Verdun. In: Die Neue Weltbühne. 7. November 1935.[12]
- Dichter im Exil. In: Das Wort. III/5. Moskau 1938, S. 122–125.
- Tryllefløten. Mozarts livseventyr fortalt for alle unge. Aschehoug, Oslo 1939, DNB 993454623.